# Guangxicyon
 Guangxicyon — вимерлий рід хижих ссавців з родини амфіціонових, який населяв пд.-сх. Азію під час пізнього еоцену, 37–33 млн років.